# Paltalk
Paltalk (рус. Палток) — условно-бесплатная программа с закрытым кодом компании Camshare LLC, обеспечивающая голосовую и видео связь через Интернет между компьютерами в виде тематических конференций (кастов), а также создание собственных чат-комнат с возможностью их управления. Программа работает под Linux (Только серверная часть), Microsoft Windows, Mac OS X, а также может быть установлена на Windows Mobile. На данный момент выпущена версия для устройств iPhone, iPad, Android и BlackBerry.
В отличие от программы Camfrog, интерфейс Paltalk больше напоминает skypecast нежели программы для видео чата.
К преимуществам программы можно отнести бесплатно распространяемое ПО, возможность подключения к разнообразным чат-комнатам в отсутствие веб-камеры на компьютере при условии, что в комнате не стоит ограничений. Процесс общения во многом напоминает скайпкасты. Кроме того в программе предусмотрено тематическое деление на рубрики — образование, изучение языков, политика, hitech, региональные касты и т. д.
Количество пользователей программы оценивается в 4-5,5 миллиона. Ежедневно с помощью сервиса проводится более 20 миллионов видео-чатов.

## Технология
Технологии проекта, включая проприетарный видеокодек, являются закрытой разработкой компании Camshare LLC. Приложение использует UDP-каналы для вещания видео и аудио потоков данных и TCP-каналы для организации управляющих соединений с головным сервером сети и серверами чат-комнат. Сервера чат-комнат являются отдельно распространяемыми приложениями под Windows и Linux и требуют наличия достаточной полосы передачи данных, а также статического IP-адреса для корректной работы.